# 御食国若狭おばま食文化館
御食国若狭おばま食文化館（みけつくにわかさおばましょくぶんかかん）は、福井県小浜市にある日本初の公立の食文化博物館。若狭路博2003開幕と同時に開館。また、日本初の身体障害者補助犬法の事例が発生した場所でもある。